# Ружичі (Матулі)
Ружичі (хорв. Ružići) — населений пункт у Хорватії, в Приморсько-Горанській жупанії у складі громади Матулі.

## Населення
Населення за даними перепису 2011 року становило 123 осіб.
Динаміка чисельності населення поселення:

## Клімат
Середня річна температура становить 14,96 °C, середня максимальна – 26,54 °C, а середня мінімальна – 3,92 °C. Середня річна кількість опадів – 1032 мм.
| Клімат поселення                              | Клімат поселення | Клімат поселення | Клімат поселення | Клімат поселення | Клімат поселення | Клімат поселення | Клімат поселення | Клімат поселення | Клімат поселення | Клімат поселення | Клімат поселення | Клімат поселення | Клімат поселення |
| Показник                                      | Січ.             | Лют.             | Бер.             | Квіт.            | Трав.            | Черв.            | Лип.             | Серп.            | Вер.             | Жовт.            | Лист.            | Груд.            |                  |
| Середній максимум, °C                         | 10,76            | 10,86            | 13,10            | 16,00            | 20,91            | 24,99            | 26,54            | 26,34            | 22,26            | 18,35            | 13,98            | 11,04            |                  |
| Середня температура, °C                       | 7,35             | 7,44             | 9,68             | 12,56            | 17,46            | 21,58            | 24,03            | 23,84            | 19,74            | 15,84            | 11,49            | 8,53             |                  |
| Середній мінімум, °C                          | 3,93             | 4,01             | 6,30             | 9,15             | 14,04            | 18,14            | 21,54            | 21,34            | 17,24            | 13,34            | 8,98             | 6,03             |                  |
| Норма опадів, мм                              | 85               | 70               | 68               | 72               | 70               | 73               | 41               | 62               | 118              | 134              | 133              | 106              |                  |
| Середньомісячна швидкість вітру, м/с          | 2.99             | 3.13             | 3.20             | 3.01             | 2.70             | 2.53             | 2.54             | 2.53             | 2.68             | 2.90             | 3.33             | 3.23             |                  |
| Середньомісячна сонячна радіація, кДж/м²·день | 4599             | 7395             | 10921            | 15553            | 20082            | 21912            | 23409            | 20376            | 14848            | 9488             | 5069             | 3906             |                  |
| --------------------------------------------- | ---------------- | ---------------- | ---------------- | ---------------- | ---------------- | ---------------- | ---------------- | ---------------- | ---------------- | ---------------- | ---------------- | ---------------- | ---------------- |
| Джерело:                                      |                  |                  |                  |                  |                  |                  |                  |                  |                  |                  |                  |                  |                  |